# 輝煌豪園
輝煌豪園（英語：Palatial Crest）是恒基兆業地產發展的一個高尚住宅項目。位於香港中西區西半山西摩道3號，於2000年12月正式入伙。

## 簡介
輝煌豪園位於香港西半山，鄰近懿峯。該住宅有基本設施及充足的休閒空間，面積達12,000平方呎。有游泳池、兒童嬉水池、按摩浴池、桑拿浴室、蒸氣浴室、健身室、視聽室、兒童遊戲室、宴會廳、多功能活動室及閒坐間、多用途運動場等。單位總數192個，車位總數 102 個。 由李景勳雷煥庭建築師設計，屋苑管理由發展商旗下公司恆益物業管理負責，大部份單位面積約973-1175平方呎，有3間睡房，3間浴室。單位樓底特高，每層約達10'-4"，頂層設有複式單位，採用三至四房兩廳設計，各單位客廳及主人套房均採用落地玻璃窗設計。

## 銷售及租務情況
輝煌豪園交投暢旺，位置優。區內有不少單幢及小型豪宅，樓齡普遍逾十五年。輝煌豪園樓齡僅十年，加上坐落半山扶手電梯旁，位置佔優，一向不乏捧場客，現時平均呎價企穩逾1萬至1.1萬元水平。於2012年連租約形式賣出的最後一個複式戶為37樓F室，面積1909方呎、4房間隔，由一本地買家以3690萬元購入，呎價19,329元，成屋苑最高呎價紀錄。之前由恒地保留收租，呎租約40餘元；以單位作價3690萬元計，租金回報約2.5厘。